# Корен-Шхерн
«Корен-Шхерн», «Корн-Шхерн» или «Корн-Шхорен» (от гол. Сжатый хлеб) — шмак Балтийского флота Русского царства, первый из трёх шмаков одноимённого типа, участник Северной войны.

## Описание судна
Парусный шмак с деревянным корпусом один из трёх судов одноимённого типа, строившихся для нужд Балтийского флота на Олонецкой верфи в 1703 и 1704 годах. Длина корабля составляла 22,6 метра, ширина — 8,5 метра, а осадка 2,4 метра. Экипаж судна состоял из 15 человек.
Шмак получил шутливое голландское название «Корен-Шхерн», которое на русский язык переводилось как «Сжатый хлеб», также встречаются варианты написания наименования «Корн-Шхерн» и «Корн-Шхорен».

## История службы

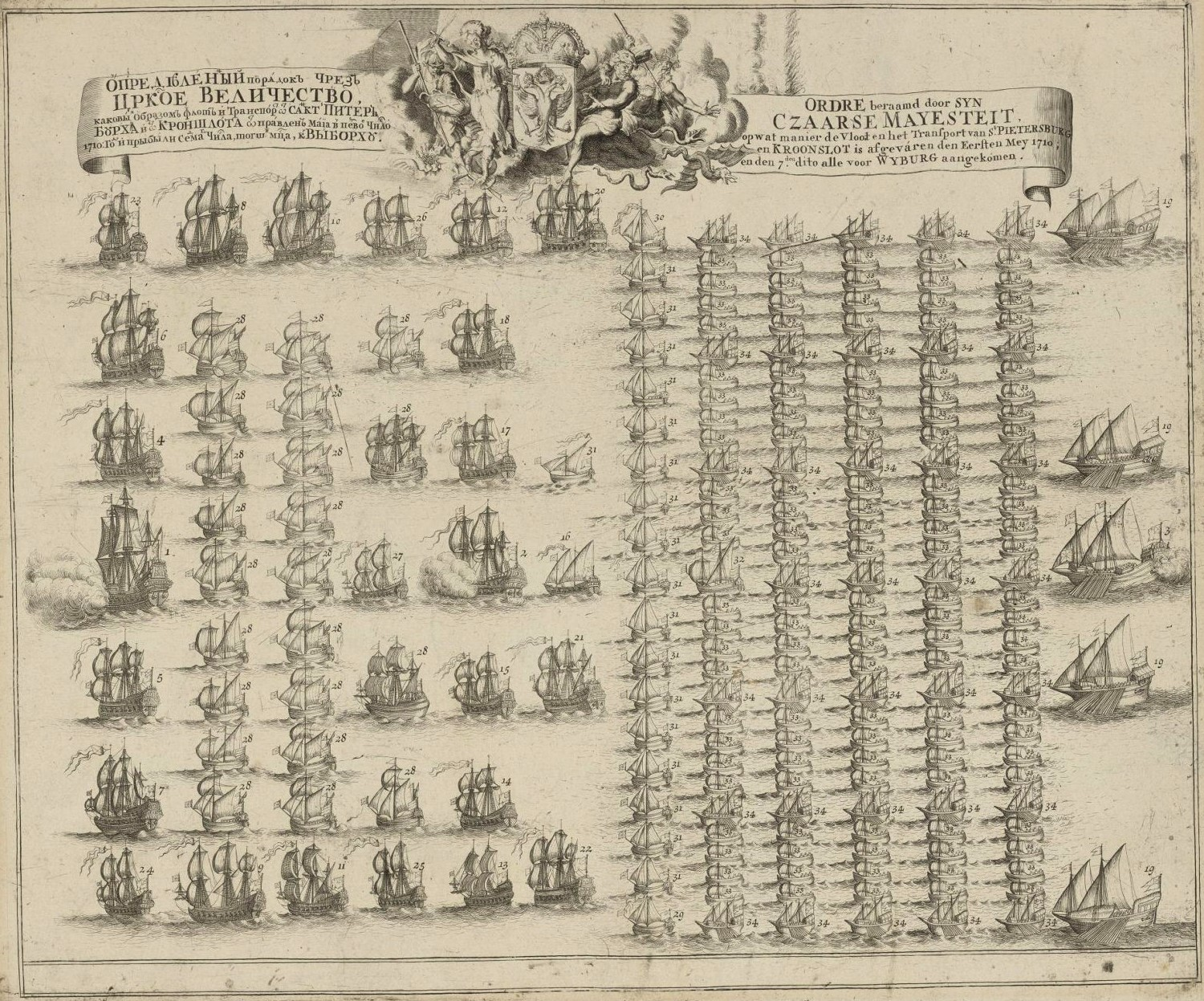
Порядок построения Балтийского флота во время похода к Выборгу

Шмак «Корен-Шхерн» был заложен на стапеле Олонецкой верфи 24 марта (4 апреля) 1703 года по указу Петра I и приказу губернатора А. Д. Меньшикова и после спуска на воду 1 (12) августа 1703 года вошёл в состав Балтийского флота России. Строительство шмака вёл голландский кораблестроитель Сите Мелес.
8 (19) сентября 1703 года под командованием англичанина Луднакта Лунга в составе эскадры кораблей Балтийского флота вышел в Ладожское озеро, взяв курс на Неву и в дальнейшем в Санкт-Петербург. 1 (12) октября 1703 года находился в составе эскадры, стоявшей у Санкт-Перетбургской крепости.
Принимал участие в Северной войне 1700—1721 годов. Использовался для доставки провианта и материалов в приморские крепости и на суда Балтийского флота. В мае 1710 года принимал участие в ледовом походе Балтийского флота к Выборгу.
В кампанию 1712 года в мае вновь в составе флота совершил плавание к Выборгу.
Сведений о выводе шмака из состава флота не сохранилось, последнее упоминание в 1712 году.

## Командиры шмака
Командирами шмака «Корен-Шхерн» в составе Российского флота в разное время служили:
- Л. Лунг (1703 год);
- М. Грязной (1710—1712 год).